# Glimidina
La glimidina (nome commerciale Gondafon) è un farmaco sulfamidico antidiabetico, strutturalmente correlato alle sulfaniluree. È stato per la prima volta proposto nel 1964 e introdotto per l'uso clinico in Europa nella seconda metà degli anni 1960. Viene somministrato come glimidina sodica.